# 比斯坎帕克 (佛罗里达州)
比斯坎帕克（英語：Biscayne Park），是美国佛罗里达州下属的一座乡村。建立于1933年。面积约为1.7平方公里（约合0.6平方英里）。根据2010年美国人口普查，该市有人口3,055人。论人口在本州排行第246。